# Aeroporto di Belfort Chaux
L'Aeroporto di Belfort Chaux (in francese Aérodrome de Belfort - Chaux) (IATA: non attribuito, ICAO: LFGG) è un'aviosuperficie sita nei territori comunali di Chaux e Sermamagny, 7 km a nord di Belfort, nel relativo territorio, in Francia.
È aperto al traffico aereo civile, in particolare quello leggero (aviazione generale, volo a vela, aerostati ed aeromodellismo).

## Strutture
L'aerodromo dispone di due piste in erba orientate nord-sud:
- la prima, 18R/36L, lunga 920 m e larga 50;
- la seconda, 18L/36R, lunga 920 m e larga 80, affiancata alla prima e riservata agli alianti.

Vi è poi un piazzale di sosta con degli hangar e delle riserve di carburante e olio lubrificante, oltre ad una piccola aerostazione.

## Radiocontrollo
Non è presente una torre di controllo: gli aerei in transito comunicano tra loro alla frequenza VHF di 123.500 MHz.

## Altri usi
A cadenza annuale, nel mese di luglio, le piste dell'aeroporto vengono chiuse al traffico aereo per una settimana, per essere impiegate come parcheggio per i partecipanti al festival rock Eurockéennes.